# Stigmatogaster excavata
Stigmatogaster excavata är en mångfotingart som först beskrevs av Karl Wilhelm Verhoeff 1924.  Stigmatogaster excavata ingår i släktet Stigmatogaster och familjen trädgårdsjordkrypare. Inga underarter finns listade i Catalogue of Life.